# Biologia forense
Biologia forense é a especialidade da biologia que abrange a área criminal. A mesma inclui subáreas que envolvem a botânica, genética, entomologia, ornitologia, toxicologia, patologia, biologia molecular envolvendo técnicas baseadas em DNA ou proteína.
Os biólogos forenses podem examinar o sangue além de outros fluidos corporais, cabelos, ossos, insetos, plantas e animais para auxiliar na identificação de suspeitos criminosos e apoiar as investigações criminalísticas. A tecnologia é uma grande aliada no laboratório e no campo e biólogos forenses recolhem e analisam evidências biológicas  que podem ser encontradas em armas, vestes e outros objetos para identificar o tempo e a causa da morte por exemplo.
Além de contribuir na resolução de crimes, o biólogo forense também trabalhar na investigação relacionada a contaminação ambiental por empresas, ameaças a saúde humana e animal, investigar tráfico de animais e diversos outros crimes envolvendo a fauna e flora.
É necessário que os biólogos forenses mantenham registros ricos e detalhados além de escreverem relatórios sobre os achados biológicos. O cuidado e detalhe é de fundamental importância para a área devido a erros que podem ser cometidos por descuidos levando a evidências se tornarem inúteis no tribunal. Biólogos forenses sênior podem  ser testemunhas em tribunais sobre suas investigações.

## Especializações
Biólogos forenses podem se especializarem em diversas áreas tais como:
- Análise de DNA ou Genética forense;
- Antropologia forense;
- Patologia forense;
- Entomologia forense;
- Botânica forense;
- Química forense;
- Ornitologia forense;
- Palinologia forense;
- Toxicologia forense e diversas outras.